# Artemis (satèl·lit)
Artemis és un satèl·lit en òrbita terrestre geoestacionària (GEOS) dedicat a les telecomunicacions, de l'ESA. El satèl·lit Artemis opera en la posició orbital 21,5E.
La missió va ser planejada durant molts anys, amb el llançament previst inicialment el 1995 però es va retardar, i va estar destinat per al seu llançament en un Ariane 5 però en un moment es va suggerir que seria utilitzat un coet H-II japonès.
Llançat finalment per un coet Ariane 5 el 12 de juliol de 2001, originalment va arribar a una òrbita molt més baixa del previst (590 km x 17487 km). Va ser remotament reconfigurat per arribar a la seva òrbita prevista, per mitjà d'un procediment nou. En primer lloc, en el transcurs d'aproximadament una setmana, la majoria del combustible químic es va utilitzar per posar en un òrbita circular de 31.000 km (elevant primer l'apogeu llavors el perigeu, passant a través d'una òrbita de 590 km x 31000 km). Llavors, el seu motor iònic-elèctric — originalment va ser dissenyat per al manteniment de l'estació i per a l'empenyiment d'uns minuts al mateix temps — es va seguir corrent en comptes de la majoria de 18 mesos, empenyent a la nau en una trajectòria d'espiral cap a l'exterior. Va guanyar alçada a raó d'aproximadament 15 km per dia, fins que va arribar a l'òrbita geoestacionària requerida.

## Càrrega útil
El satèl·lit Artemis contenia diverses càrregues útils
- SILEX (Semiconductor-laser Intersatellite Link Experiment) és un enllaç làser, que ha estat utilitzat tant per comunicar-se amb el satèl·lit de teledetecció SPOT-4 tant amb un avió en vol.[5] Utilitza un díode làser GaAlAs de 60 mW com a transmissor i un detector de fotodíode, amb una apertura telescòpica de 25 cm, i un rang de dades de 50Mbit/s; que pesa sobre els 160 kg i utilitza 150 watts d'energia.[6] El telescopi és en una muntura tipus forquilla. El sistema està dissenyat i construït per Astrium.

- SKDR (S/Ka band Data Relay), un sistema per transmetre les dades d'altres satèl·lits amb l'ús d'una antena de 2,85 metres.

- LLM (L-band Land Mobile), un sistema dissenyat per a la comunicació via satèl·lit amb força petits vehicles basats en terminals a Europa. Aquest sistema utilitza una segona antena de 2,85 metres, proporcionant quatre zones; una cobreix Europa occidental des d'Espanya fins a l'est de Turquia i del punt sud de Tunísia, al nord de Noruega, mentre que tres feixos puntuals cobreixen, respectivament, França i Espanya, Europa central i Itàlia, Turquia i Europa sud-oriental.

- Transmissor EGNOS de navegació per senyal

- Un sistema de propulsió avançat d'ió amb 44 kg de massa de reacció de xenó

## Operacions
L'Artemis s'utilitza en la pràctica per retransmissió de dades de satèl·lits de l'ESA en òrbita terrestre baixa; l'enllaç SILEX al SPOT-4 s'estableix diàriament. També es pot utilitzar en cas d'emergència, per exemple, es va utilitzar per transmetre informació des del vehicle de transferència automatitzat Jules Verne mentre que el control de missió a Houston no estava disponible a causa d'un huracà.
Ara es considera un precursor pel programa d'EDRS.